# Science-Fiction-Jahr 1834
Übersicht

◄◄ | ◄ | 1830 | 1831 | 1832 | 1833 | Science-Fiction-Jahr 1834 | 1835 | 1836 | 1837 | 1838 | ► | ►►

Weitere Ereignisse

## Neuerscheinungen Literatur
| Deutscher Titel               | Deutschsprachiges Erscheinungsjahr | Originaltitel | Autor       | Anmerkungen |
| ----------------------------- | ---------------------------------- | ------------- | ----------- | ----------- |
| Reiseblüthen aus der Oberwelt | –                                  | –             | Eduard Boas |             |

## Geboren
- William Morris († 1896)